# Lodovico Ferrari
Lodovico Ferrari (ur. 2 lutego 1522 w Bolonii, zm. 5 października 1565 tamże) – matematyk włoski, odkrywca metody rozwiązywania równań czwartego stopnia.

## Życiorys
Po przedwczesnej śmierci ojca, Aleksandra Ferrariego, Lodovico zamieszkał u swego stryja Vincenta. Stryjeczny brat Lodovica podjął pracę służącego u Girolama Cardana, jednak samowolnie porzucił tę posadę po dość krótkim czasie. Cardano zażądał od Vincenta aby przysłał mu syna z powrotem do służby, ten jednak wysłał swego bratanka Lodovica. W ten sposób, w wieku lat czternastu, Lodovico został służącym i pomocnikiem Cardana. Ten ostatni, po odkryciu że Lodovico potrafi czytać i pisać, uczynił nastoletniego Lodovico swoim asystentem i studentem.
W 18. roku życia Lodovico zaczął uczyć matematyki, a w 1541 objął posadę wykładowcy geometrii w Fundacji Piatti (pozycję tę wcześniej zajmował Cardano).
Z racji swojej pozycji u boku Cardana, a także wkładu w rozwiązywanie równań był uwikłany w spór pomiędzy Cardanem i Tartaglią. Po opublikowaniu przez Cardana dzieła Ars Magna, Tartaglia starał się wezwać Cardana do publicznej debaty i zawodów matematycznych. Do ich „pojedynku” nigdy nie doszło, natomiast Tartaglia i Ferrari wymienili wiele oskarżeń i obraz w listach otwartych pisanych przy tej okazji. 10 sierpnia 1548, w Mediolanie, doszło do debaty pomiędzy Tartaglią i Ferrarim. Z formalnego punktu widzenia, potyczka nie została rozstrzygnięta bowiem Tartaglia opuścił miasto przed jej ukończeniem. Jednak obserwujący zawody uznali, że Lodovico Ferrari posiada wiedzę i zrozumienie równań stopni 3 i 4 daleko przewyższającą wszystkich innych. Przyniosło to sporą sławę i uznanie młodemu Lodovico.
Po debacie Ferrari dostał wiele ofert pracy, akceptując posadę urzędnika podatkowego przy gubernatorze Mediolanu. W 1565 uzyskał pozycję profesora na Uniwersytecie Bolońskim.

## Równania czwartego stopnia
W 1540 Lodovico Ferrari odkrył ogólną metodę redukcji równań czwartego stopnia do równań sześciennych. Razem z metodą rozwiązywania tych ostatnich opracowaną wcześniej przez Scipione del Ferro i Tartaglię pozwalało to rozwiązać wszystkie typy równań stopnia 4. Wyniki te zostały opublikowane przez Cardana w Ars Magna w 1545.
W XVI wieku w Europie nie używano jeszcze liczb ujemnych, więc rozważane równania miały wiele nierównoważnych form (w celu zapewnienia dodatniości współczynników). Na przykład równanie {\displaystyle ax^{4}+bx^{3}+cx^{2}+dx+e=0} było uważane za różne od równania {\displaystyle ax^{4}+bx^{3}=cx^{2}+dx+e.} Wszystkie 20 przypadków równań czwartego stopnia zostały w pełni opisane i rozwiązane w Ars magna.
Używając współczesnych oznaczeń, naszkicujemy metodę Ferrariego zastosowaną do równania
|  |  | {\displaystyle u^{4}+pu^{2}+qu+r=0.} |  | (1) |

Równanie {\displaystyle ax^{4}+bx^{3}+cx^{2}+dx+e=0} może być zredukowane do powyższego przez podzielenie obu stron przez {\displaystyle a} i podstawienie {\displaystyle x=u-{\frac {b}{4a}}.}
Równanie (1) przekształcamy do {\displaystyle u^{4}+2pu^{2}+p^{2}=pu^{2}-qu-r+p^{2},} a następnie
|  |  | {\displaystyle (u^{2}+p)^{2}=pu^{2}-qu-r+p^{2}.} |  | (2) |

Używając równania (2), dla liczby {\displaystyle v} możemy napisać następujące równości
|  |  | {\displaystyle {\begin{aligned}&(u^{2}+p+v)^{2}\\=\ &(u^{2}+p)^{2}+2v(u^{2}+p)+v^{2}\\=\ &pu^{2}-qu-r+p^{2}+2v(u^{2}+p)+v^{2}\\=\ &(p+2v)u^{2}-qu+(p^{2}-r+2pv+v^{2}),\end{aligned}}} |  | (3) |

czyli
|  |  | {\displaystyle (u^{2}+p+v)^{2}=(p+2v)u^{2}-qu+(p^{2}-r+2pv+v^{2}).} |  | (4) |

Wybierzmy liczbę {\displaystyle v} tak aby
|  |  | {\displaystyle (-q)^{2}-4(p+2v)(p^{2}-r+2pv+v^{2})=0.} |  | (5) |

Aby to uczynić, przekształcamy równanie (5) do
|  |  | {\displaystyle (q^{2}-4p^{3}+4pr)+(-16p^{2}+8r)v-20pv^{2}-8v^{3}=0,} |  | (6) |

co jest równaniem stopnia trzeciego (które może być rozwiązane metodami del Ferro i Tartaglii). Lewa strona równania (5) to wyróżnik wyrażenia kwadratowego {\displaystyle (p+2v)u^{2}-qu+(p^{2}-r+2pv+v^{2})} (gdzie zmienną wolną jest {\displaystyle u}). Zatem przy naszym wyborze {\displaystyle v,} wyrażenie {\displaystyle (p+2v)u^{2}-qu+(p^{2}-r+2pv+v^{2})} jest pełnym kwadratem i równanie (1) zostaje zredukowane do
|  |  | {\displaystyle (u^{2}+p+v)^{2}=(p+2v)(u-{\frac {q}{2(p+2v)}})^{2}.} |  | (7) |

Powyższe równanie redukujemy już łatwo do równania kwadratowego.